# Gare de Manchester Oxford Road
La gare de Manchester Oxford Road est une gare ferroviaire du Royaume-Uni, située au centre de la ville de Manchester, en Angleterre.

## Histoire
La gare ouvre le 20 juillet 1849.